# 万家灯火 (2009年电影)
《万家灯火》（英語：Glittering Days）中国大陆电影，导演安战军，主演刘桦、辛柏青、冯千、刘琳、吴越、金雅琴、刘金山、黄海冰、王长立。该片根据北京人艺的同名话剧改编而成。

## 剧情
该片讲述北京市南城金鱼池地区胡同大杂院和筒子楼的拆迁和安置，主要叙述了“何氏”三兄弟和母亲因为“房子”纠纷的生活趣事。

## 演出
| 演员   | 角色     | 备注                             |
| 金雅琴 | 何老太太 |                                  |
| 刘桦   | 何老二   | 何老太太的二儿子，喜欢收藏文物。 |
| 辛柏青 |          |                                  |
| 冯千   |          |                                  |
| 刘琳   |          |                                  |
| 吴越   |          |                                  |
| 刘金山 |          |                                  |
| 黄海冰 |          |                                  |
| 王长立 |          |                                  |

## 制作
该片是2009年，中华人民共和国国家广电总局庆祝建国60周年的献礼片，旨在塑造中国共产党为人民群众安居乐业而奋斗的光辉形象。
2010年，该片入围“第十七届大学生电影节”。
2012年，该片亮相柏林中国文化中心。

## 外部连接
- 豆瓣电影上《万家灯火》的資料 （简体中文）
- 时光网上《万家灯火》的資料（简体中文）
- 互联网电影数据库（IMDb）上《万家灯火》的资料（英文）